# Xiao San
Xiao San (en chino tradicional, 蕭三; en chino simplificado, 萧三; pinyin, Xiāo Sān; 10 de octubre de 1896–4 de febrero de 1983) fue un poeta y traductor chino. Hablaba fluidamente en ruso, francés, alemán e inglés.
Xiao San fue el autor de la primera biografía de Mao Zedong.

## Nombres
Su nombre de nacimiento es Xiao Kesen (萧克森); su nombre de cortesía, Zizhang (子暲); y su nombre de pila, Xiao Chunsan (萧莼三). También fue conocido como Xiao Zhifan (萧植蕃). Asimismo, utilizó los pseudónimos literarios Emi Siao (埃弥·萧), Ai Mei (爱梅) y Tianguang (天光).

## Biografía
Nació como Xiao Kesen el 10 de octubre de 1896 en Xiangxiang (Hunan). Fue el segundo hijo de Xiao Yueying (萧岳英), un educador chino. Su hermano mayor, Xiao Zisheng (1894-1976), fue educador y erudito.
Xiao San se instruyó en el colegio y en el instituto de Dongshan. Se graduó de la Primera Universidad Normal de Hunan, donde estudió junto con Mao Zedong, Cai Hesen y su hermano Xiao Zisheng. En 1918, fundó el Movimiento Trabajo-Estudio junto con Mao Zedong, Cai Hesen y Xiao Zisheng. En 1920, viajó a Francia por el programa Trabajo-Estudios. Se afilió al Partido Comunista de China en 1922, y al año siguiente viajó a Moscú para estudiar en la Universidad Comunista de los Trabajadores de Oriente. Regresó a China en 1924 y ocupó el puesto de secretario del Comité Provincial de Hunan de la Liga de la Juventud Comunista de China. Sufrió una conmoción cerebral y descansó en Vladivostok en 1928. Estudió en la Universidad Sun Yat-sen de Moscú y posteriormente impartió clases en la Universidad Federal del Extremo Oriente. En 1939 volvió de nuevo a China y trabajó en Yan'an. Ocupó varios cargos en el gobierno del Partido Comunista y, en abril de 1945, asistió al VII Congreso Nacional del Partido Comunista de China.
Xiao fue detenido por el gobierno chino durante la ruptura sino-soviética. En junio de 1967, él y su mujer Eva Sandberg fueron encarcelados en la prisión de Qincheng; fueron liberados en octubre de 1974. Él fue rehabilitado políticamente en 1979 por parte de Hu Yaobang. Falleció el 4 de febrero de 1983.

## Obras
- Los primeros años de Mao Zedong (en chino simplificado, 毛泽东的青年时代)
- El camino hacia la paz (en chino simplificado, 和平之路)
- La canción de la amistad (en chino simplificado, 友谊之歌)
- Poemas selectos de Xiao San (en chino simplificado, 萧三诗选)
- Memoria preciada (en chino simplificado, 珍贵的纪念)
- Obras completas de Xiao San (en chino simplificado, 萧三文集)

## Vida personal

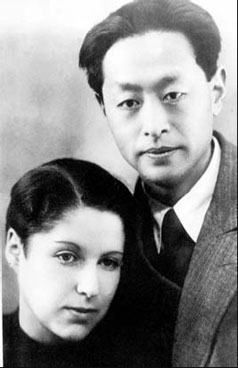
Xiao San y Eva Sandberg en 1934.

Xiao San se casó cuatro veces. Con 18 años, se casó con su primera mujer, Tan Xuejun (en chino simplificado, 谭雪君), en su pueblo natal. Ella murió en 1922 en Changsha después de la muerte prematura de su hija. A los 31 años, se casó en Vladivostok con una joven rusa de 25 años llamada Vassar (en chino simplificado, 瓦萨), pero poco después se divorciaron. Su tercera mujer, Eva Sandberg (1911-2001) (en chino simplificado, 叶华), fue una fotógrafa judeoalemana. El matrimonio se celebró en 1935 en la Unión Soviética. Finalmente, se casó en octubre de 1944 por cuarta vez en Yan'an con Gan Lu (en chino simplificado, 甘露, cuyo nombre de nacimiento era Jiang Deliang en chino simplificado, 蒋德良); sin embargo, se divorciaron en septiembre de 1950.
Tuvo tres hijos varones con Eva Sandberg y dos más con Gan Lu.
Con Eva Sandberg:
- Xiao Li'ang (n. 1938) (en chino simplificado, 萧立昂)
- Xiao weijia (n. 1943) (en chino simplificado, 萧维佳)
- Xiao Heping (n. 1950) (en chino simplificado, 萧和平)

Con Gan Lu:
- Xiao Tieta (n. feb. 1946) (en chino simplificado, 萧铁塔)
- Xiao Ganping (en chino simplificado, 萧甘平)